# Moussa Sanoh
Moussa Sanoh (Gbapleu, 20 luglio 1995) è un calciatore olandese naturalizzato liberiano, centrocampista svincolato.

## Carriera

### Club
Ha giocato nella massima serie rumena ed in quella maltese, oltre ad aver giocato nella seconda divisione olandese, nella quarta divisione inglese e nella seconda divisione thailandese.

### Nazionale
Dopo aver giocato con le nazionali giovanili olandesi Under-15, Under-16, Under-17 ed Under-19, nel 2021 viene convocato dalla Liberia, grazie alle origini dei suoi genitori, e il 7 ottobre successivo ha esordito con la nazionale liberiana giocando l'incontro perso 1-2 contro Capo Verde, valido per le qualificazioni al campionato mondiale di calcio 2022.

## Statistiche

### Presenze e reti nei club
Statistiche aggiornate al 23 giugno 2022.
| Stagione            | Squadra             | Campionato          | Campionato | Campionato | Coppe nazionali | Coppe nazionali | Coppe nazionali | Coppe continentali | Coppe continentali | Coppe continentali | Altre coppe | Altre coppe | Altre coppe | Totale | Totale |
| Stagione            | Squadra             | Comp                | Pres       | Reti       | Comp            | Pres            | Reti            | Comp               | Pres               | Reti               | Comp        | Pres        | Reti        | Pres   | Reti   |
| ------------------- | ------------------- | ------------------- | ---------- | ---------- | --------------- | --------------- | --------------- | ------------------ | ------------------ | ------------------ | ----------- | ----------- | ----------- | ------ | ------ |
| mar. 2014           | Jong PSV            | 1D                  | 1          | 0          |                 | -               | -               |                    | -                  | -                  |             | -           | -           | 1      | 0      |
| 2014-2015           | Jong PSV            | 1D                  | 32         | 2          |                 | -               | -               |                    | -                  | -                  |             | -           | -           | 32     | 2      |
| 2015-feb. 2016      | Jong PSV            | 1D                  | 13         | 2          |                 | -               | -               |                    | -                  | -                  |             | -           | -           | 13     | 2      |
| Totale Jong PSV     | Totale Jong PSV     | Totale Jong PSV     | 46         | 4          |                 | -               | -               |                    | -                  | -                  |             | -           | -           | 46     | 4      |
| feb.-giu. 2016      | RKC Waalwijk        | 1D                  | 14         | 0          | CO              | -               | -               |                    | -                  | -                  |             | -           | -           | 14     | 0      |
| 2016-2017           | RKC Waalwijk        | 1D                  | 26         | 5          | CO              | 2               | 0               |                    | -                  | -                  |             | -           | -           | 28     | 5      |
| Totale RKC Waalwijk | Totale RKC Waalwijk | Totale RKC Waalwijk | 40         | 5          |                 | 2               | 0               |                    | -                  | -                  |             | -           | -           | 42     | 5      |
| 2017-2018           | Crawley Town        | FL2                 | 12         | 0          | FACup+CdL       | 0+1             | 0               |                    | -                  | -                  | FLT         | 3           | 1           | 16     | 1      |
| 2018-2019           | FC Politehnica Iași | L1                  | 26         | 4          | CR              | 1               | 1               |                    | -                  | -                  |             | -           | -           | 27     | 5      |
| 2019-gen. 2020      | Gaz Metan Mediaș    | L1                  | 6          | 0          | CR              | -               | -               |                    | -                  | -                  |             | -           | -           | 6      | 0      |
| gen.-giu. 2020      | Voluntari           | L1                  | 16         | 1          | CR              | -               | -               |                    | -                  | -                  |             | -           | -           | 16     | 1      |
| 2020-gen. 2021      | Gaz Metan Mediaș    | L1                  | 5          | 0          | CR              | -               | -               |                    | -                  | -                  |             | -           | -           | 5      | 0      |
| gen.-giu. 2021      | Balzan              | PL                  | 6          | 2          | CM              | -               | -               |                    | -                  | -                  |             | -           | -           | 6      | 2      |
| 2021-2022           | Mioveni             | L1                  | 30         | 4          | CR              | 1               | 0               |                    | -                  | -                  |             | -           | -           | 31     | 4      |
| Totale carriera     | Totale carriera     | Totale carriera     | 187        | 20         |                 | 5               | 1               |                    | -                  | -                  |             | 3           | 1           | 195    | 22     |

### Cronologia presenze e reti in nazionale
| Cronologia completa delle presenze e delle reti in nazionale ― Liberia | Cronologia completa delle presenze e delle reti in nazionale ― Liberia | Cronologia completa delle presenze e delle reti in nazionale ― Liberia | Cronologia completa delle presenze e delle reti in nazionale ― Liberia | Cronologia completa delle presenze e delle reti in nazionale ― Liberia | Cronologia completa delle presenze e delle reti in nazionale ― Liberia | Cronologia completa delle presenze e delle reti in nazionale ― Liberia | Cronologia completa delle presenze e delle reti in nazionale ― Liberia |
| Data                                                                   | Città                                                                  | In casa                                                                | Risultato                                                              | Ospiti                                                                 | Competizione                                                           | Reti                                                                   | Note                                                                   |
| ---------------------------------------------------------------------- | ---------------------------------------------------------------------- | ---------------------------------------------------------------------- | ---------------------------------------------------------------------- | ---------------------------------------------------------------------- | ---------------------------------------------------------------------- | ---------------------------------------------------------------------- | ---------------------------------------------------------------------- |
| 7-10-2021                                                              | Accra                                                                  | Liberia                                                                | 1 – 2                                                                  | Capo Verde                                                             | Qual. Mondiali 2022                                                    | -                                                                      | 60’ 66’                                                                |
| 10-10-2021                                                             | Mindelo                                                                | Capo Verde                                                             | 1 – 0                                                                  | Liberia                                                                | Qual. Mondiali 2022                                                    | -                                                                      | 85’                                                                    |
| 13-11-2021                                                             | Tangeri                                                                | Liberia                                                                | 0 – 2                                                                  | Nigeria                                                                | Qual. Mondiali 2022                                                    | -                                                                      | 65’                                                                    |
| 24-3-2022                                                              | Aksu                                                                   | Liberia                                                                | 0 – 4                                                                  | Benin                                                                  | Amichevole                                                             | -                                                                      |                                                                        |
| 29-3-2022                                                              | Aksu                                                                   | Liberia                                                                | 1 – 2                                                                  | Burundi                                                                | Amichevole                                                             | -                                                                      |                                                                        |
| 13-6-2022                                                              | Casablanca                                                             | Liberia                                                                | 0 – 2                                                                  | Marocco                                                                | Qual. Coppa d'Africa 2023                                              | -                                                                      | 53’ 54’                                                                |
| Totale                                                                 |                                                                        | Presenze                                                               | 6                                                                      |                                                                        | Reti                                                                   | 0                                                                      |                                                                        |